# گوادالکیبیر
گوادالکبیر رودی است به خلیج کادیز می‌ریزد. این رود از کشور اسپانیا می‌گذرد.

## نگارخانه

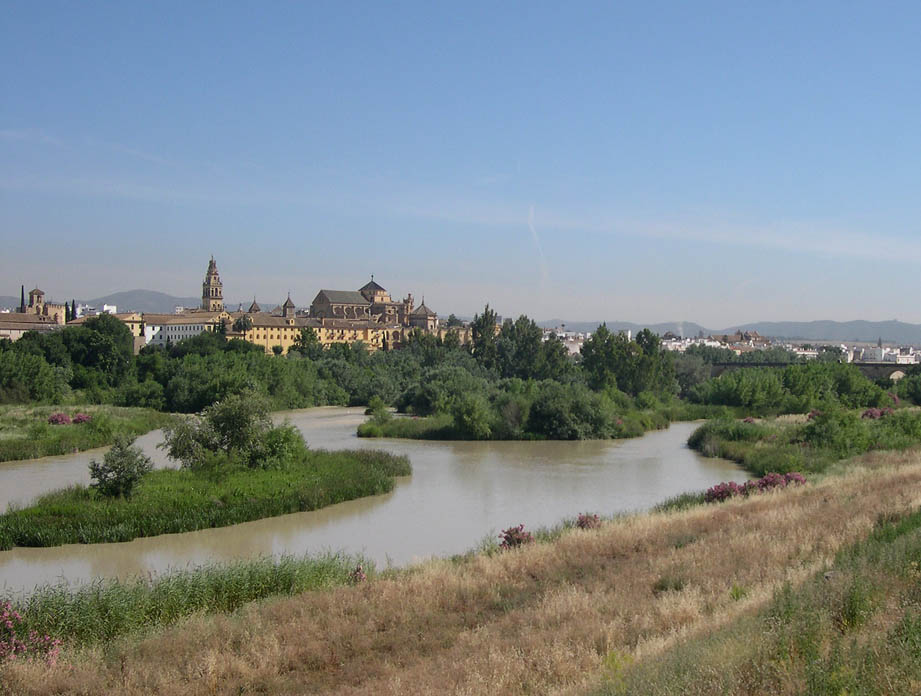
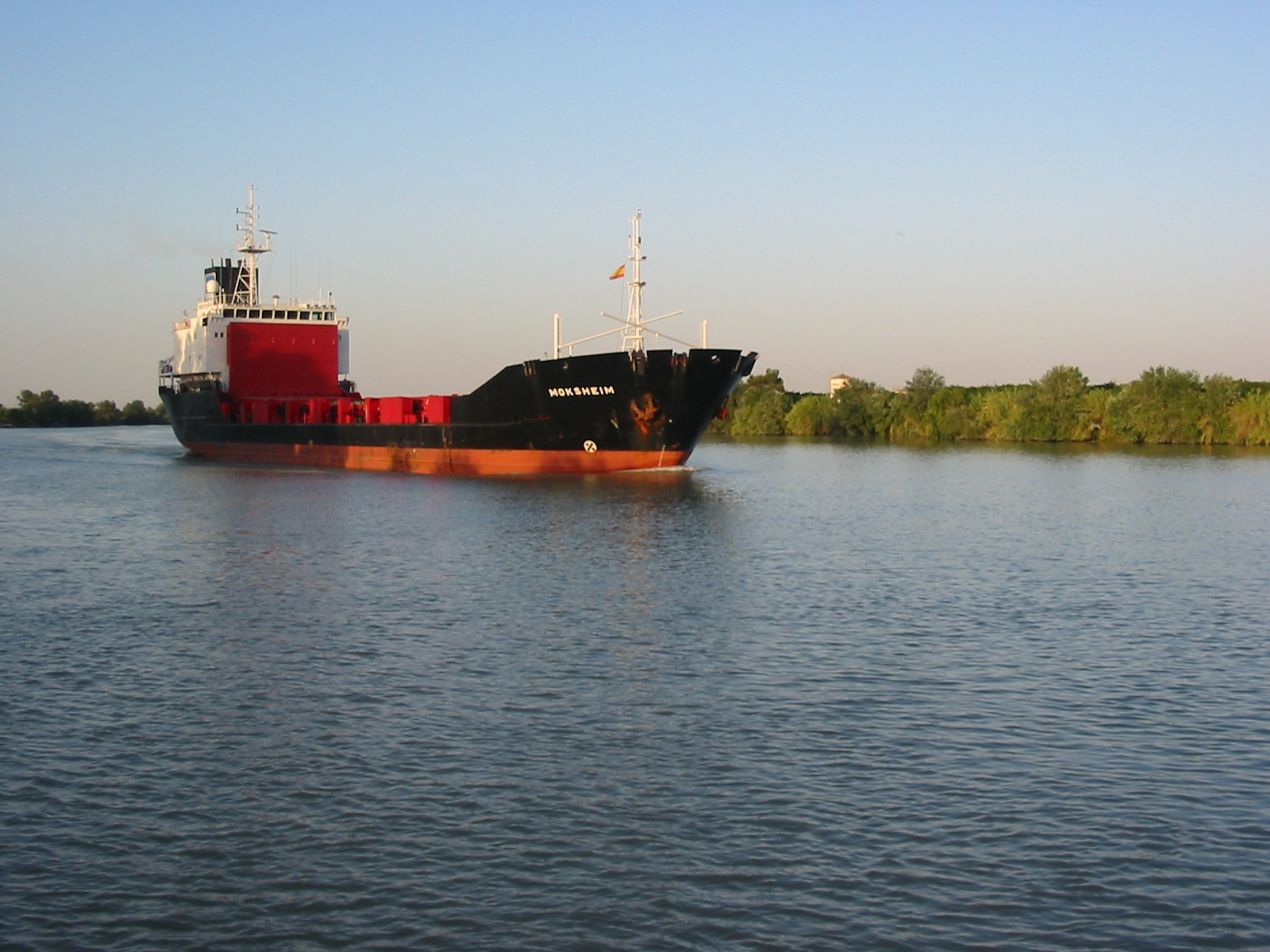
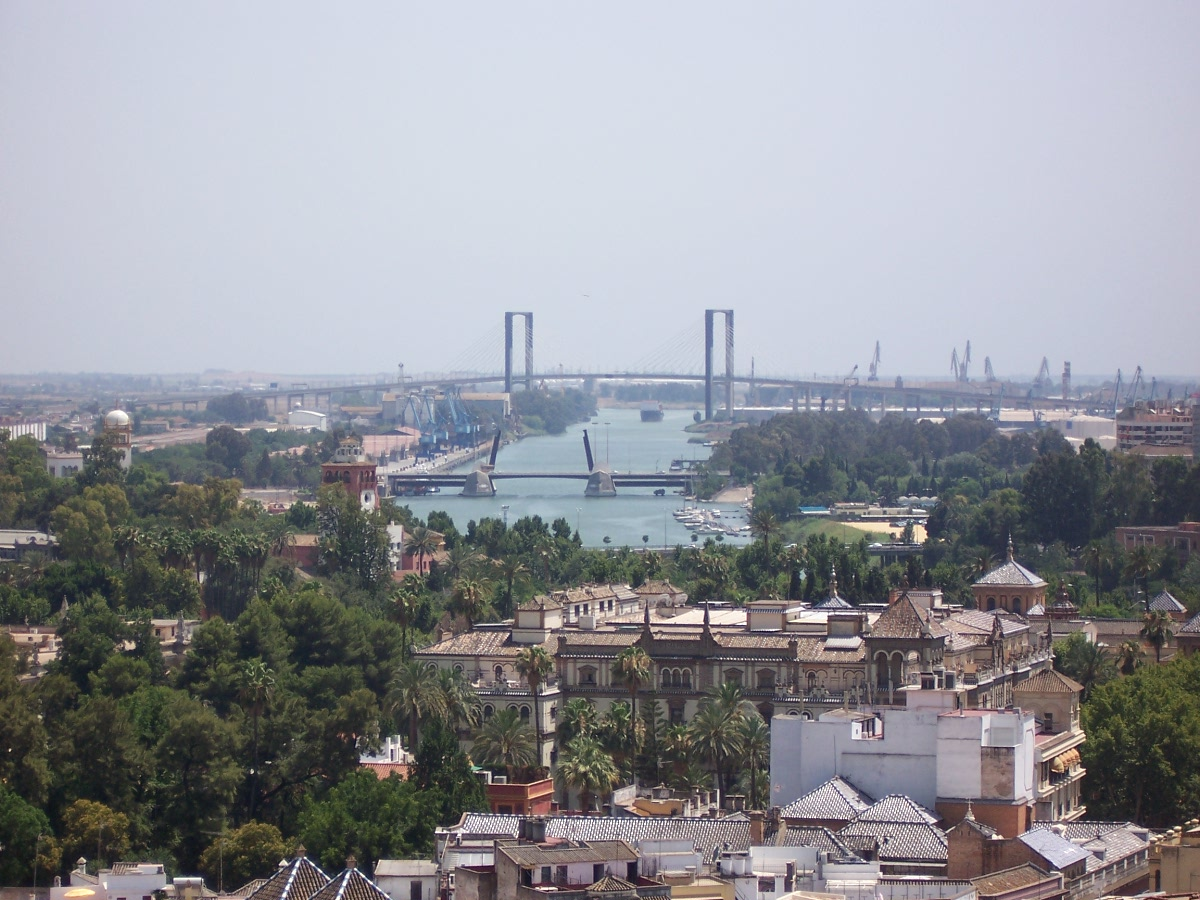
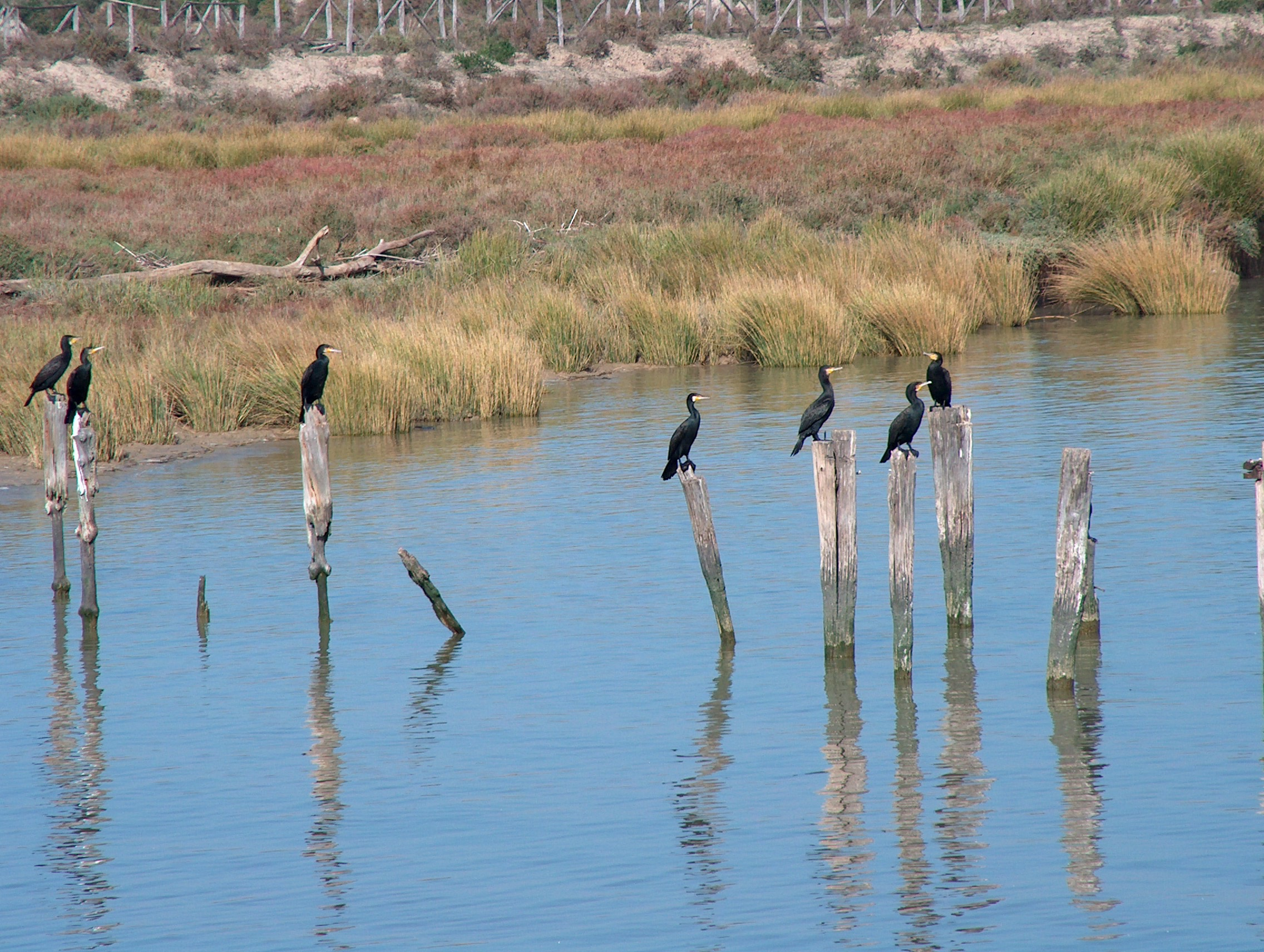
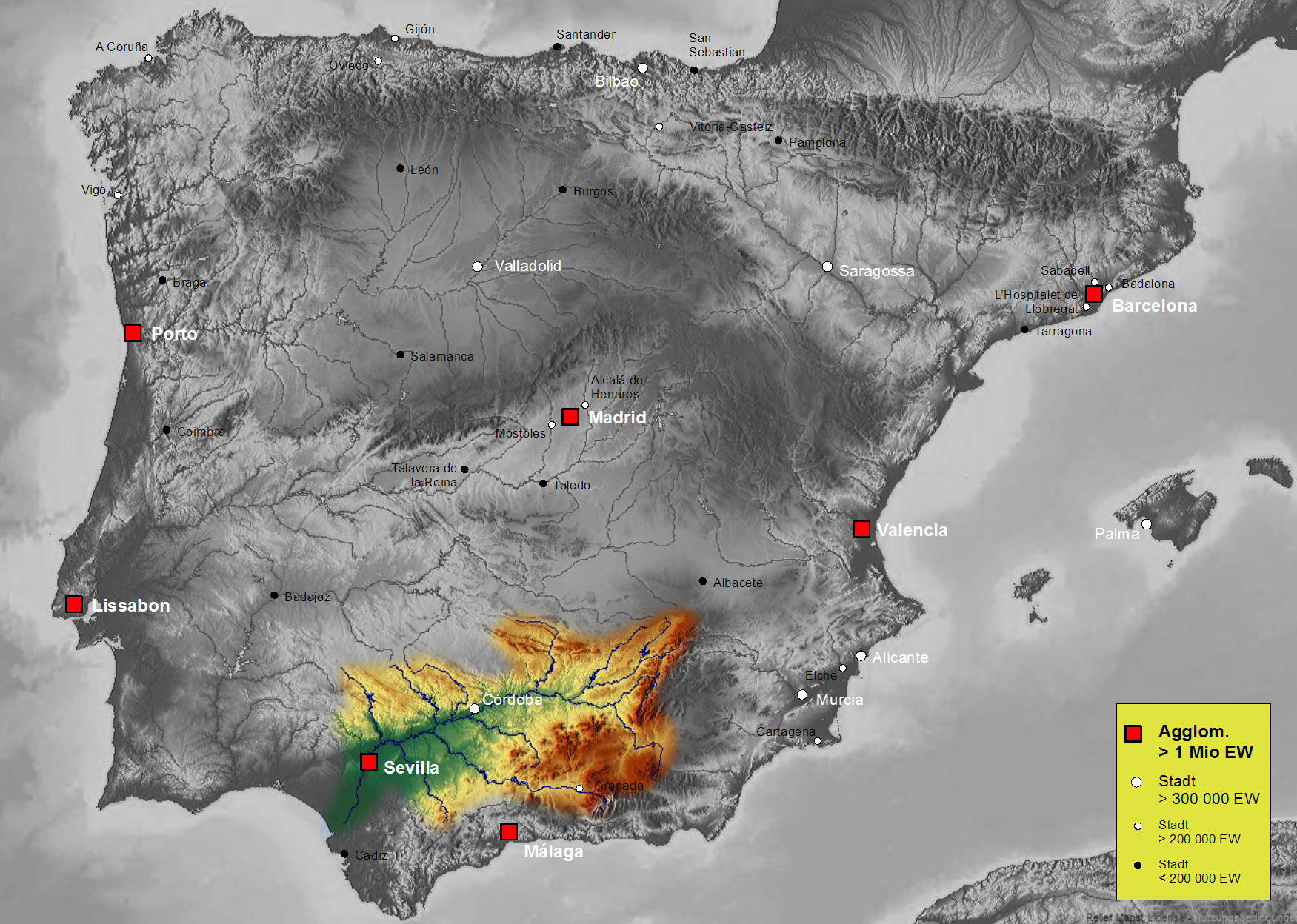